# 蒙特勒伊-瑞涅
蒙特勒伊-瑞涅（法語：Montreuil-Juigné，法語發音：[mɔ̃tʁœj ʒɥiɲe] ⓘ）是法国曼恩-卢瓦尔省的一个市镇，属于昂热区，是昂热城市社区的一部分。该市镇于1973年由原市镇蒙特勒伊贝尔富瓦（Montreuil-Belfroy）和瑞涅-贝内（Juigné-Béné）合并而成。

## 地理
蒙特勒伊-瑞涅（47°31'42"N, 0°36'43"W）面积13.81 平方千米，位于法国卢瓦尔河地区大区曼恩-卢瓦尔省，该省份为法国西部内陆省份，大致对应安茹地区，北起顺时针与马耶讷省、萨尔特省、安德尔-卢瓦尔省、维埃纳省、德塞夫勒省、旺代省、大西洋卢瓦尔省和伊勒-维莱讷省接壤。
与蒙特勒伊-瑞涅接壤的市镇（或旧市镇、城区）包括：弗讷、康特奈-埃皮纳尔、阿夫里耶、安茹地区隆格内。

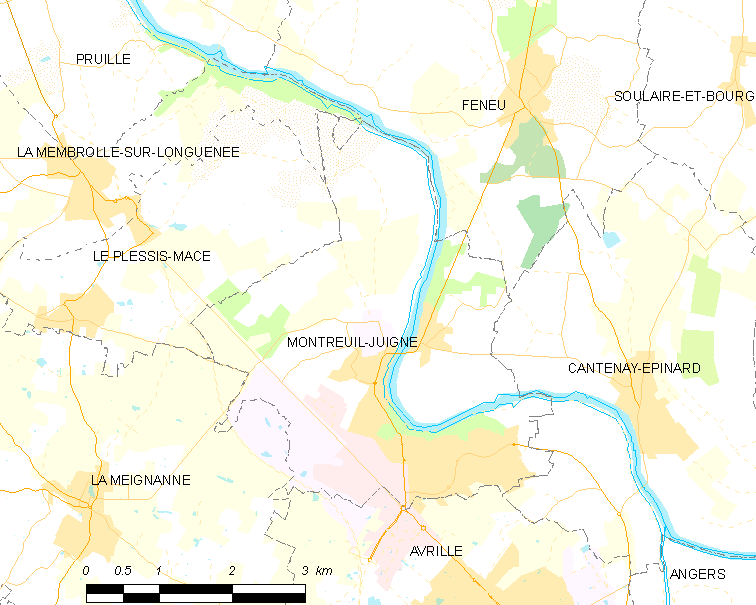
蒙特勒伊-瑞涅的OSM定位图

蒙特勒伊-瑞涅的时区为UTC+01:00、UTC+02:00（夏令时）。

## 行政
蒙特勒伊-瑞涅的邮政编码为49460，INSEE市镇编码为49214。

## 政治
蒙特勒伊-瑞涅所属的省级选区为昂热第四县。

## 人口

1962-2008年间蒙特勒伊-瑞涅人口变化图示

蒙特勒伊-瑞涅于2022年1月1日时的人口数量为7811人。